# Ácido sacárico
El ácido sacárico, también llamado ácido glucárico, es un monosacárido derivado por oxidación con ácido nítrico de determinados azúcares como la glucosa.